# Aéroport international de Richmond
L'aéroport international de Richmond (code IATA : RIC • code OACI : KRIC • code FAA : RIC) est un aéroport public et militaire qui dessert la ville de Richmond, capitale de l'État américain de Virginie. Cet aéroport est situé à 11 km (7 miles) au sud-est du centre-ville de Richmond.

## Historique
L'aéroport a été nommé à l'origine Byrd Field en 1927 en l'honneur du pilote et explorateur Richard E. Byrd (1888-1957).  Charles Lindbergh avait assisté à la cérémonie. Il a été renommé Richard E. Byrd Airport en 1950, et a pris le nom de Richmond International Airport en 1984.

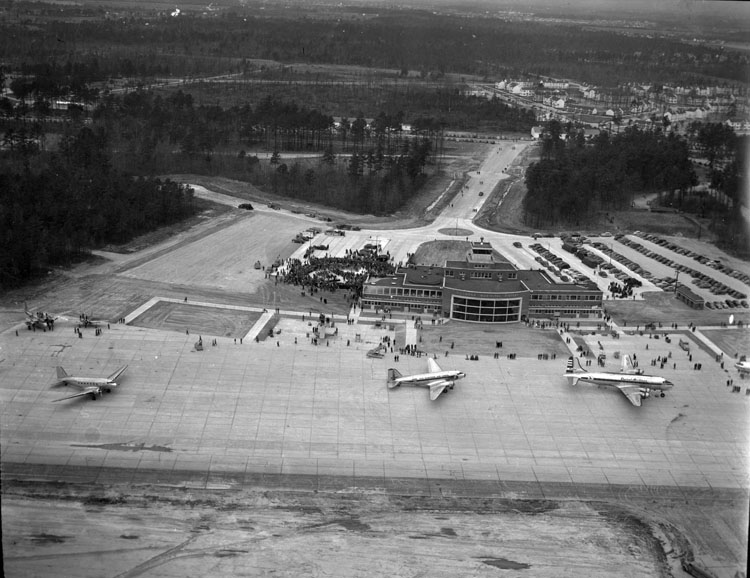
Vue aérienne de l'aéroport en 1952.

## Compagnies et destinations
| Compagnies           | Destinations | Refs   |
| -------------------- | --- | ------ |
| Allegiant Air        | Nashville, Orlando-Sanford, St. Petersburg-Clearwater, Sarasota-Bradenton En saison : Punta Gorda (Floride) | [ 3 ]  |
| American Airlines    | Charlotte-Douglas, Dallas-Fort Worth, Miami | [ 4 ]  |
| American Eagle       | Charlotte-Douglas, Chicago-O'Hare, New York-LaGuardia, Philadelphie | [ 4 ]  |
| Breeze Airways       | Charleston, Jacksonville, Las Vegas-Harry-Reid, Los Angeles (débute mai 18, 2023), La Nouvelle-Orléans-L. Armstrong, Phoenix-Sky Harbor, Providence-T. F. Green (débute mai 18, 2023), San Francisco, Tampa En saison : Cincinnati-Northern Kentucky (débute mai 19, 2023), Hartford-Bradley, Islip (Long Island Mac Arthur) (débute mai 18, 2023) | [ 10 ] |
| Delta Air Lines      | Atlanta H.-Jackson, Boston Logan, Détroit | [ 11 ] |
| Delta Connection     | Boston Logan, Détroit, Minneapolis-Saint-Paul (débute juin 13, 2023), New York-John F. Kennedy, New York-LaGuardia | [ 11 ] |
| JetBlue              | Boston Logan, Fort Lauderdale-Hollywood, Orlando | [ 13 ] |
| Southwest Airlines   | Atlanta H.-Jackson, Chicago-Midway, Denver (reprend le septembre 5, 2023) | [ 15 ] |
| Spirit Airlines      | Fort Lauderdale-Hollywood, Las Vegas-Harry-Reid (débute mai 5, 2023), Orlando | [ 16 ] |
| Sun Country Airlines | En saison : Minneapolis-Saint-Paul (débute mai 19, 2023) | [ 18 ] |
| United Airlines      | Chicago-O'Hare, Denver En saison : Houston-George Bush | [ 19 ] |
| United Express       | Chicago-O'Hare, Houston-George Bush, Newark-Liberty, Washington-Dulles | [ 19 ] |

Édité le 28/03/2023

## Statistiques
Pour des raisons techniques, il est temporairement impossible d'afficher le graphique qui aurait dû être présenté ici.

Voir la requête brute et les sources sur Wikidata.